# Салем (Валенсія)
Салем (валенс. Salem, ісп. Salem) — муніципалітет в Іспанії, у складі автономної спільноти Валенсія, у провінції Валенсія. Населення — 472 особи (2010).

## Географія
Муніципалітет розташований на відстані близько 330 км на південний схід від Мадрида, 70 км на південь від Валенсії.

## Демографія
Динаміка населення (INE ):

## Галерея зображень

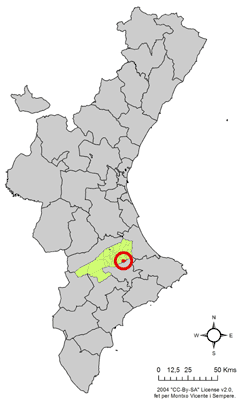
Розташування муніципалітету Салем у автономній спільноті Валенсія
Розташування муніципалітету Салем у комарці Вальє-де-Альбайда